# CaixaBank
CaixaBank S.A. (înainte Criteria CaixaCorp) este a treia bancă spaniolă ca mărime, cu sediul în Valencia. Compania este listată la Bursa de la Madrid și face parte din IBEX 35.
Compania este formată din activitățile bancare și de asigurări universale ale grupului La Caixa, ale companiei de telecomunicații Telefónica și deținerea de acțiuni în mai multe instituții financiare.
CaixaBank a fost desemnată Instituție Semnificativă de la intrarea în vigoare a Supravegherii Bancare Europene la sfârșitul anului 2014 și, în consecință, este supravegheată direct de Banca Centrală Europeană.

## Istoric
La 6 octombrie 2017, banca și-a mutat sediul legal și domiciliul fiscal în Valencia datorită incertitudinii politică din Catalonia.
În primăvara anului 2021 a fost finalizată fuziunea CaixaBank cu Bankia care a format al treilea cel mai mare grup bancar spaniol.

## Acționariat
După absorbția Bankia de către CaixaBank, acționariatul a devenit:
- Criteria Caixa: 31%
- Guvernul Spaniol: 18%
- Public: 50.3%
- Executivi: 0.1%

## Grupul CaixaBank
- CaixaBank Operational Services (Servicii de administrare back office)
- CaixaBank Tech (Furnizarea de servicii IT)[6]
- CaixaBank Facilities Management (Project management și logistică)
- CaixaBank Advanced Business Analytics (Dezvoltarea proiectelor digitale)
- CaixaBank Payments & Consumer
- Facilitea Selectplace S.A.U.
- Telefónica Consumer Finance
- CaixaBank Equipment Finance
- BuildingCenter (Companie holding)
- Bankia Habitat (Real estate)
- Living Center (Real estate)
- VidaCaixa (Asigurări de viață și fond de pensii)
- BPI Vida e Pensoes (Asigurări de viață și fond de pensii)
- VidaCaixa Mediacion OBS (Asigurări)
- CaixaBank Asset Management
- BPI Gestao de ativos
- CaixaBank AM Luxemburg
- Banco BPI (Bancă din Portugalia)
- Imaginersgen (Credite pentru tineri)
- Nuevo MicroBank (Microcredite)
- CaixaBank Wealth Management Luxemburg (Bancă din Luxemburg)
- BPI Suisse (Bancă din Elveția)
- CaixaBank Titulizacion (Fond de investiții)
- OpenWealth (Firmă de consultanță)

## Portofoliu de investiții
- IT Now (49%)
- Comercia Global Payments Entidad de Pago, S.L (20%)
- Servired (41%)
- Global Payments Money to Pay, S.L (49%)
- Redsys Servicios de Procesamiento (25%)
- Coral Homes (20%)
- Gramina Homes (20%)
- SegurCaixa Adeslas (49,9%)
- Companhia de Seguros Allianz Portugal (35%)
- Banco comercial e de Investimentos (36%)